# Jønke
Jørn "Jønke" Nielsen, kendt som Jønke (døbt Jørn Nielsen, født 5. juni 1960 i Gladsaxe) er en dansk tidligere rocker, der i mange år fungerede som uofficiel talsmand for rockergruppen Hells Angels. Han var blandt medstifterne af den danske afdeling af den internationale rockerklub i 1980. Efter at have været medlem af klubben i knap 40 år blev han i 2020 ekskluderet fra klubben i det, der i miljøet kaldes "out", hvilket tidligere var kendt som "bad standing".
Han blev landskendt, da han i 1984 skød og dræbte præsidenten for den rivaliserende rockerbande Bullshit, Henning Norbert Knudsen også kaldet "Makrellen". Han flygtede først til Frankrig og siden Canada, og brugte flugten til at skrive en selvbiografi. I 1988 vendte han hjem til Danmark og han blev idømt 16 års fængsel for drabet. Jønkes første selvbiografi Mit liv fra 1985 solgte 150.000 eksemplarer. Mens han afsonede i Jyderup Statsfængsel i 1996 blev han forsøgt likvideret med skud og granater.
I 2002 blev Jønke idømt fire års fængsel for at være indblandet i et drab på en Bandidos-sympatisør i Jomfru Ane Gade i Aalborg året før. Han blev dømt for vold, mens en anden blev dømt for at have ført kniven. Han blev i 2007 tiltalt for drabsforsøg efter et knivstikkeri på Nørrebro og blev den 15. oktober 2008 løsladt efter 10 måneders varetægtsfængsling. Den 12. maj 2010 blev han frifundet for vold i Højesteret. Både byretten og Østre Landsret havde tidligere vurderet, at Jønke og og hans bodyguard handlede i nødværge.
Sammenlagt har han siddet i fængsel i 18 år. Siden 1990'erne har han holdt adskillige foredrag rundt om i Danmark. Han har skrevet flere romaner og selvbiografiske bøger, hvoraf den seneste udkom i 2022 og bærer titlen En ny begyndelse. Den 17. september 2023 annoncerede han på sin Facebook-profil, at han stifter partiet Stabilt Demokrati.

## Baggrund

### Tidlige liv
Jørn Nielsen blev født i Gladsaxe. Faren var soldat i Telegrafregimentet, men blev senere postarbejder i Post- og Telegrafvæsenet. Moren havde arbejdet som børnepasser, sekretær og blev senere ejendomsmægler. I sine ungdomsår boede han i Kongens Lyngby og gik på Engelsborgskolen. Hans storebror og fætter gav ham øgenavnet Jønke. 
Jønkes kriminelle løbebane begyndte i teenageårene. I 1978 anholdtes han på Bornholm efter at han havde stukket en mand ned på et værtshus. Han blev senere samme år idømt 2½ års ubetinget fængsel for knivstikkeriet, som han afsonede i Ringe Statsfængsel på Fyn. I 1981 blev han anholdt for vold og trusler, da han havde truet flere dørmænd på et diskotek med en pistol. Han blev idømt 1½ års ubetinget fængsel og sat til afsoning i Nyborg Statsfængsel. På daværende tidspunkt arbejdede han i supermarkedskæden Irma og fik efter løsladelsen arbejde som gartner hos Gentofte Kommune.

## Hells Angels

### Drabet på Makrellen
Den 25. maj 1984 blev den 24-årige rockerpræsident for Bullshit, Henning Norbert Knudsen, også kaldet Makrellen, likvideret i sin bil, udenfor sit hus på Agerlandsvej 19 på Amager. Jønke havde gemt sig i en bil, og da Makrellen havde sat sig ind i sin bil, affyrede han utallige skud mod forruden med en Stengun maskinpistol, hvorved Makrellen blev ramt af flere skud. Hustruen den 22-årige Pia Soldthved Larsen, nåede at springe ud af bilen og komme i sikkerhed bagved bilen. Derefter gik Jønke nogle skridt hen til bildøren og affyrede endnu en skudsalve i ryggen på ham. Makrellen lå nu dræbt, halvt hængende ud ad bildøren, ramt af 16 skud i halsen, brystet og ryggen.
Kriminalpolitiet anholdt kort efter Christian Sass Middelboe (1956), Jens-Peter Kristensen (1958), Dennis Andrew Rasmussen (1958) og Jørgen Knudsen (1959), alle fire fra Hells Angels, som blev sigtet for medvirken til likvideringen af Makrellen. Den 22. marts 1985 ved et nævningeting i Østre Landsret i København, blev den 26-årige Jens-Peter Kristensen idømt 12 års fængsel for medvirken til likvideringen af Makrellen. Den 28-årige Christian Middelboe blev samtidig idømt 7 års fængsel for medvirken til likvideringen af Makrellen.
Jønke flygtede kort efter drabet til udlandet, først til Frankrig og senere til Canada, hvor han blev i fire år. Den 3. marts 1988, vendte han tilbage til Danmark, da han ankom med KLM-flyet fra Amsterdam til Københavns Lufthavn. Han blev anholdt af kriminalpolitiet, sigtet for mordet på Makrellen. I 1989 blev han ved Landsretten idømt 16 års fængsel for drabet. Han blev prøveløsladt den 1. juli 1998 med en reststraf på 6 år, hvoraf de 5 år var prøvetid.

### Rockerkrigen
I forbindelse med rockerkrigen blev han udsat for et voldsomt drabsforsøg den 25. juli 1996, mens han afsonede sin dom i Jyderup Statsfængsel. 2-4 mand fra den rivaliserende rockergruppe Bandidos var kravlet over hegnet og havde fjernet et vindue og kom ind i den bygning, hvor Jønkes celle lå. Imidlertid havde Jønke låst sin dør indefra, og det lykkedes ikke attentatmændene at sparke døren ind. I stedet affyrede de over 20 skud med et automatvåben, og ramte fangen med to skud i maven og et i armen. Desuden kastede de en håndgranat uden for døren.
Han overlevede attentatforsøget.  I dag bærer Jønke stadig rundt på en kugle i ryggen, som ikke kunne opereres ud. Ingen er efterfølgende blev dømt for attentatet, men den nu afdøde Bandidos-rocker Mickey Borgfjord Larsen blev sigtet for drabsforsøget. Han blev dog løsladt i midten af 1997 uden at være tiltalt for drabsforsøget, da politiet ikke havde beviser nok.
Fængselsforbundet var rasende over attentatet. I april 1996 krævede forbundet, at alle rockere blev fjernet fra de åbne fængsler, efter at en Bandidos-rocker var blevet udsat for et håndgranat-attentat i Horserød Statsfængsel. Dengang var der fokus på Jønke og Jyderup. Den daværende formand for fængselsforbundet, Frits Christensen, mente at justitsministeren og direktøren for kriminalforsorgen var bange for rockernes magt. Justitsminister Bjørn Westh udtalte sig den 25. juli, og sagde at nu var der ikke flere rockere fra de rivaliserende bander i de åbne fængsler. De øvrige var flyttet til lukkede fængsler.

### Knivdrab i Jomfru Ane Gade
Natten til den 12. august 2001 blev den 28-årige Bandidos-sympatisør Flemming Jensen knivdræbt på værtshuset Robin i Jomfru Ane Gade i Aalborg, da han kom i slagsmål med flere HA-rockere. Under slagsmålet blev Flemming Jensen slået, trampet, sparket og stukket ihjel med otte knivstik, som blev udført af flere medlemmer fra Hells Angels.
Den 28-årige Flemming Jensen var fra Langå i Østjylland, og han blev i maj 2001 gift og var dermed stedfar til to småbørn. Han var en kendt figur i bybilledet i Langå og Randers, og var før sommeren 2000 tæt på inderkredsen i den stærkt kriminalitets-belastede Randers-bande Cerberus. Cerberus-banden og deres venner i Randers-rockergruppen Piraterne stod traditionelt nær Bandidos, men i sommeren 2000 skiftede Piraterne pludselig side og sluttede sig til Hells Angels. Ifølge kilder med indgående kendskab til bande-uvæsenet i Randers forblev Flemming Jensen dog loyal over for de gamle venner i Bandidos-kredsene (tidligere Bullshit i Randers), men havde efter Cerberus-opløsningen ingen fast tilknytning til grupper eller bander. Ifølge den daværende Bandidos-præsident Jim Tinndahn var den dræbte dog ikke aspirant til rockergruppen, men havde afsonet en dom sammen med Bandidos-rockere i Nyborg Statsfængsel.
Kriminalpolitiet anholdt kort efter Jønke, som blev sigtet for grov vold med døden til følge, da han ifølge vidner havde sparket og trampet på Flemming Jensen. Den 21-årige Hells Angels-prospect Jesper Østenkær Kristoffersen tilstod, at det var ham der førte kniven. Den 7. februar 2002 ved byretten i Aalborg, blev Jesper Østenkær Kristoffersen idømt 6 års fængsel for vold med døden til følge. Den 4. april 2002 blev Jønke frikendt ved byretten i Aalborg. Statsadvokaten ankede dommen og den 18. september 2002 ved Landsretten blev han idømt 4 års fængsel for grov vold.

### Overfald på Nørrebro
Den 27. december 2007 røg Jønke og hans livvagt Espen Hertz fra AK81 i slagsmål med en 22-årig mand af anden etnisk herkomst end dansk i Ægirsgade på Ydre Nørrebro. HA-lederen og hans væbner fra AK81 står og venter på mad fra en grillbar, da en rød Mazda bakker pludselig hen mod dem, og den 22-årige Sami Tüfekcioglu stiger ud. Han går ifølge rockerne målrettet mod AK81'eren, mens hans hånd griber om en kniv, som han har stukket ned i en skede i bukselinningen. Der opstår klammeri, og Jønke bliver stukket tre gange. Det ene stik rammer ham dybt i lysken og er under en centimeter fra hovedpulsåren. Parterne vælter omkuld, og liggende lykkes det Jønke at få kniven ud af hånden på Tüfekcioglu, der bliver sparket og slået af AK81'eren.
Jønke stikker kniven tre gange i Tüfekcioglu, der får skåret sin hovedpulsåre på forsiden af låret over, så han ifølge lægerne ville være død uden en operation. AK81'eren kører Jønke på skadestuen og smider den blodige kniv væk. Kort efter bliver AK81'eren og Jønke anholdt. Dagen efter blev Jønke fremstillet i Københavns Dommervagt og varetægtsfængslet i 26 dage. Den 21. februar 2008 besluttede Københavns Byret at han skulle mentalundersøges, men Jønkes forsvarer Michael Juul Eriksen valgte at kære afgørelsen. Den 28. marts 2008 stadfæstede Landsretten byretskendelsen om at tvangsindlægge Jønke, så han kunne blive mentalundersøgt med henblik på en forvaringsdom.
Jønkes forsvarer Michael Juul Eriksen udtalte at hans klient var udsat for et karaktermord på en mand, som nyder stor popularitet i samfundet. "Folk anser ham som en form for helt. Han forsvarede sin ven mod et knivangreb. Den popularitet bryder myndighederne sig ikke om." Der opstod dog uvished om, hvor han skulle mentalundersøges – først ville man have det skulle være på Psykiatrisk Center Sct. Hans i Roskilde, men den 25. juni 2008 besluttede dommer Jens Stausbøll, at mentalundersøgelsen skulle ske på Psykiatrihospitalet i Nykøbing Sjælland. Den 15. oktober 2008 besluttede Københavns Byret at løslade Jønke – efter 10 måneder i varetægtsfængsel. Lægernes vurdering var, at han ikke er farlig for sine omgivelser.
Ved Københavns Byret den 6. februar 2009 blev han frikendt for særdeles grov vold. Nævningetinget vurderede enstemmigt, at knivstikkene fra hans hånd faldt i lovligt nødværge – dog var der uenighed om, hvorvidt han efter knivstikkene slog og sparkede overfaldsmanden, men dette blev han også frikendt for. To uger senere meddelte Statsadvokaten, at sagen mod Jønke var blevet anket til Landsretten. Den 27. oktober samme år i Østre Landsret blev han igen frikendt, men også denne dom blev anket – nu af rigsadvokaten til Højesteret, som den 12. maj 2010 med dommerstemmerne 3-2 stadfæstede byrettens og landsrettens afgørelse. Den 7. september 2010 blev han tilkendt 335.000 kroner i erstatning for uberettiget varetægtsfængsling i 200 døgn i sagen.
Den 12. marts 2009 blev den nu 23-årige Sami Tüfekcioglu ved Københavns Byret idømt halvandet års fængsel for det knivoverfald, han i december 2007 begik mod HA-rockeren og en kammerat fra støttegruppen AK81. 11 nævninge var enige om, at et år og seks måneder var passende, mens en nævning ønskede yderligere tre måneders fængsel til Sami Tüfekcioglu. Han modtog ikke dommen på stedet, men tog betænkningstid.

## Forfatterskab og debattør
Jønke har i en lang årrække holdt adskillige foredrag rundt om i Danmark. I 1999 havde Hells Angels lejet festsalen på Bornholms Gymnasium i forbindelse med at han skulle holde foredrag, men Bornholms amtsborgmester Knud Andersen aflyste arrangementet. Dette fik Hells Angels til at anlægge en erstatningssag mod Bornholms Amt. Ved Retten i Rønne den 9. juni 1999 blev rockernes erstatningskrav på 30.000 kroner dog afvist.
I 1985, mens han var på flugt, udgav forlaget Tiderne Skifter Jønkes selvbiografi "Jønke: Mit Liv" – bogen er efterfølgende blevet oversat til norsk, svensk og tysk og har i Danmark solgt over 150.000 eksemplarer. I 1989 udgav samme forlag Jønkes ungdomsroman "Fængslet" og året efter romanen "Elgen Helge". I 1992 udgav han selvbiografien "Jønke: Mit Andet Liv" – bogen handler om den 25. maj 1984 da han begik drabet på Makrellen og de efterfølgende år på flugt. Han udgav sin tredje selvbiografi "Jønke: Endnu et Liv" der omhandler hans mere end 10 år i fængslet. Han udgav romanen "Arresten" fra 2002 og fjerde bind af sin selvbiografi "Jønke: Jeg lever stadig" i 2014, der følger Jønkes liv frem til hans 50-års fødselsdag i 2010. 
I september 1997 udtalte filminstruktøren og skuespilleren Erik Clausen sig i GO' Morgen Danmark at Jønkes bøger stort set er »fordrejede og fulde af løgn«. Dette fik Jønke til at anlægge sag for injurier. I Københavns Byret blev Erik Clausen frikendt for injurier, men Jønke valgte at anke. Den 20. august 1999 frikendte Østre Landsret Clausen for udtalsen, fordi den handlede om Jønkes bøger og ikke om hans person. Jønke skulle betale 15.000 kroner i sagsomkostninger.
I 2008 fik han udbetalt 44.250 kroner i bibliotekspenge ifølge Styrelsen for Bibliotek og Medier. Han har siden 1998 fået udbetalt mellem 42.000 og 64.000 kroner hvert år i bibliotekspenge. Fra 1998-2008 havde han modtaget i alt 600.000 kroner af statens penge for at have sine bøger til udlån på landets biblioteker.